# Almindelig sandløg
Sandløg (Allium vineale) eller almindelig sandløg er en 40-60 cm høj, flerårig, urteagtig plante (løgvækst), der vokser på strandoverdrev og i krat.

## Beskrivelse
Sandløg er en flerårig, urteagtig plante med en opret vækst. Stænglen er opret, grågrøn og cylindrisk med bladskeder, der helt omslutter den. Bladene er ligeledes cylindriske og dermed hule. De er grågrønne og glatte, men man ser ikke meget til dem, da de visner tidligt.
Blomstringen sker i juli-august, hvor man finder blomsterne samlet i endestillede, hovedformede stande, der er støttet af et papiragtigt højblad. Foruden talrige, bittesmå yngleløg, findes få til mange blomster i standen. Blomsterne er regelmæssige og 3-tallige med krukkeformet bloster, hvor blosterbladene er grønlige, hvide eller rødviolette. Frugterne er 3-rummede kapsler med få, sorte frø.
Rodnettet består af en kage af trævlerødder, der udgår fra bunden af løget.

Højde x bredde og årlig tilvækst: 0,50 x 0,10 (50 x 10 cm/år). Disse mål kan fx bruges til beregning af planteafstande, når arten anvendes som kulturplante.

## Voksested
Arten er udbredt i Nordafrika, Mellemøsten, Kaukasus og det meste af Europa, herunder Danmark, hvor den findes hist og her i de østlige egne. Planten er knyttet til lysåbne voksesteder med en kalkrig, porøs og veldrænende jordbund. Derfor findes den oftest på strandoverdrev, i tørre krat og langs vejsider og på bakkeskråninger.
På saltprægede strandoverdrev ved Grötlingbo-odden på Gotland findes den sammen med bl.a. alm. kvik, bakkeforglemmigej, blød hejre, engrapgræs, fin kløver, glat rottehale, hvidkløver, knoldranunkel, kornet stenbræk, markærenpris, sandhvene, spæd kløver, strandtusindgylden, tveskægget ærenpris, vild hør og vårvikke
| Portal | Portal:Botanik |

## Note
1. ↑  Alexandra J. van der Graaf, Julia Stahl, Roos M. Veeneklaas og Jan P. Bakker: Vegetation characteristics of a brackish marsh on Gotland and foraging choices of migrating and brood rearing geese (engelsk)